# Eotinocallis
Sous-genre
Eotinocallis est un sous-genre d'insectes de l'ordre des hémiptères, de la super-famille des Aphidoidea (pucerons), de la famille des Aphididae, de la sous-famille des Calaphidinae, de la tribu des Panaphidini et de la sous-tribu des Panaphidina.

## Liste des espèces
- Tinocallis platani - espèce type
- Tinocallis zelkovae

## Publication originale
- (en) F.W. Quednau, Atlas of the drepanosiphine aphids of the world, Part II: Panaphidini oestlund, 1923-Panaphidina oestlund, 1923 (Hemiptera: Aphididae: Calaphidinae)